# Sadatoshi Sugahara
Sadatoshi Sugahara (jap. 菅原 貞敬 Sugahara Sadatoshi; ur. 18 lutego 1939 w Noshiro) – japoński siatkarz, medalista igrzysk olimpijskich i igrzysk azjatyckich oraz trener.

## Życiorys
Sugahara wraz z reprezentacją Japonii zdobył 2 złote medale igrzysk azjatyckich 1962 w Dżakarcie w odmianie 6– i 9–osobowej. Wystąpił na igrzyskach olimpijskich 1964 odbywających się w Tokio. Zagrał wówczas we wszystkich dziewięciu meczach olimpijskiego turnieju, a jego zespół po siedmiu zwycięstwach i dwóch porażkach zajął 3. miejsce.
Był trenerem kobiecej reprezentacji Kenii podczas pucharu świata 1995, igrzysk olimpijskich 2000 w Sydney oraz mistrzostw świata 2006 w Japonii.
Pełni funkcję doradcy w klubie Hitachi Rivale.